# كين برودريك
كين برودريك هو لاعب هوكي الجليد كندي، ولد في 16 فبراير 1942 في تورونتو في كندا، وتوفي في 13 مارس 2016 في نياجارا فولز في كندا.

## وصلات خارجية
- كين برودريك على موقع دوري الهوكي الوطني (الإنجليزية)
- كين برودريك على موقع قاعة مشاهير الهوكي (لاعب أن.إتش.أل) (الإنجليزية)
- كين برودريك على موقع EliteProspects.com (الإنجليزية)
- كين برودريك على موقع HockeyDB.com (الإنجليزية)
- كين برودريك على موقع Hockey-Reference.com (الإنجليزية)
- كين برودريك على موقع أوليمبيديا (الإنجليزية)